# Cifuna
Cifuna é um gênero de traça pertencente à família Arctiidae.